# PacWest Bancorp

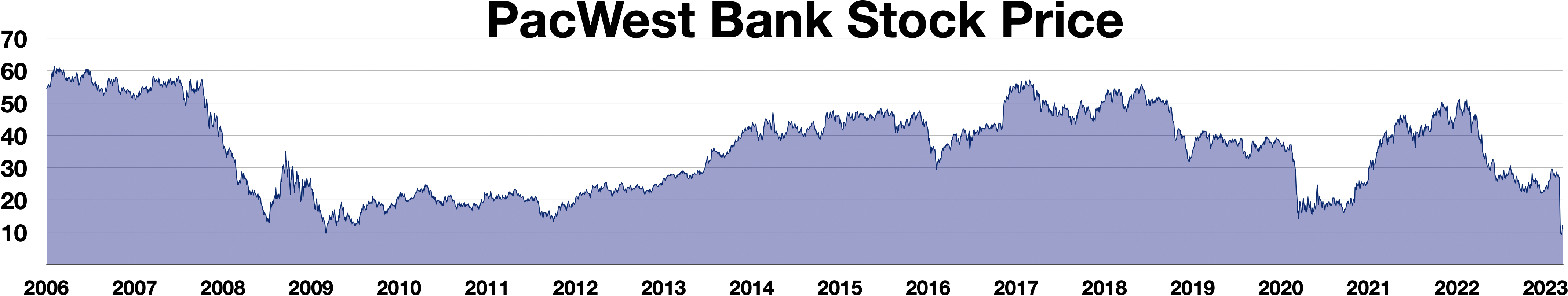
PacWest Bank stock price

PacWest Bancorp è una holding bancaria con sede a Beverly Hills, California, con una filiale bancaria interamente controllata, la Pacific Western Bank. Pacific Western Bank ha 69 filiali a servizio completo in tutta la California, una a Denver, in Colorado, una a Durham, nella Carolina del Nord, e diversi uffici di produzione di prestiti in tutto il paese. Pacific Western fornisce servizi bancari commerciali, inclusi immobili, costruzioni e prestiti commerciali e servizi di gestione di depositi e tesoreria a piccole e medie imprese.
Pacific Western offre prodotti e servizi aggiuntivi con i marchi dei suoi gruppi aziendali, CapitalSource e Square 1 Bank, ora noti rispettivamente come gruppi National Lending e Venture Banking. National Lending Group fornisce flussi di cassa, prestiti basati su attività, attrezzature e immobili e servizi di gestione della tesoreria a società affermate del mercato medio su base nazionale. Venture Banking Group si concentra sulle imprese imprenditoriali e sui loro investitori di capitale di rischio e private equity.
A partire dal 2019, Pacific Western aveva un patrimonio di 26 miliardi di dollari e 69 sedi in California, principalmente nelle parti meridionali e centrali dello stato.  Pacific Western è principalmente cresciuta attraverso l'acquisizione di altre banche. PacWest Bancorp è stata nominata la migliore banca degli Stati Uniti per il 2017 da Forbes.

## Storia
PacWest Bancorp era precedentemente nota come First Community Bancorp. Nel 2005, First Community Bancorp ha acquisito Foothill Independent Bancorp  (NASDAQ: FOOT) con sede a Glendora, in California, per 238 milioni di dollari.  Nel 2006, First Community Bancorp ha unito le due banche che allora possedeva, Pacific Western National Bank e First National Bank, ribattezzandole Pacific Western Bank.  Nel 2008, First Community Bancorp ha annunciato i suoi piani per cambiare il nome in PacWest Bancorp.
Pacific Western Bank ha acquisito i depositi e altre attività di altri istituti bancari falliti durante la crisi finanziaria del 2007-2012, Nel 2008, Pacific Western ha assunto i depositi e altre attività di Security Pacific Bank di Los Angeles.. Nel 2009, Pacific Western ha assorbito i depositi e altri beni di Affinity Bank, Ventura, sempre in California.  Nel 2010, Pacific Western ha assunto i depositi e altri beni di Los Padres Bank, Solvang, anche questa in California.
Nel luglio 2013, PacWest ha acquisito la banca commerciale CapitalSource per circa 2,29 miliardi di dollari. Il 2 marzo 2015, è stata annunciata una fusione da 894 milioni di dollari con Square 1 Financial Inc., la società madre di Square 1 Bank con sede a Durham, nella Carolina del Nord. La banca, avviata nel 2005, è cresciuta fino a raggiungere 13 sedi e 3,1 miliardi di dollari di attività. La fusione porterà Pacific Western a diventare la sesta banca quotata in Borsa della California.
Il 17 gennaio 2019, PacWest Bancorp ha deciso di ritirare i marchi CapitalSource e Square 1 Bank e di ribattezzarli con i gruppi National Lending e Venture Banking. La banca ha riconosciuto una cancellazione di $ 2,1 milioni di dollari come ritiro del marchio Square 1.
Il 17 febbraio 2023, PacWest Bancorp ha presentato un 8-K alla SEC affermando che avrebbe licenziato 200 dipendenti dalla sua consociata interamente controllata, Civic Financial Services. I licenziamenti arrivano dopo gli abissali guadagni del quarto trimestre 2022, con prestiti insolventi che registrano un aumento sequenziale del 266%, principalmente a causa di un aumento dei prestiti insolventi civici. Inoltre, PacWest Bancorp ha registrato una svalutazione di 29 milioni di dollari dovuta a Civic. Al 31 dicembre 2022, PacWest Bancorp detiene nel proprio bilancio prestiti Civic subprime per un valore di oltre 3 miliardi di dollari.

### Crisi bancaria del 2023
Il valore delle azioni della società è sceso del 37% il 10 marzo 2023 in seguito al crollo della Silicon Valley Bank. Il 13 marzo, le negoziazioni di azioni sono state interrotte dopo un calo nella giornata del 52%.  Il 3 maggio, in seguito al crollo e all'acquisizione della First Republic Bank da parte di JPMorgan Chase, le azioni sono scese del 57% nelle negoziazioni fuori orario dopo che la banca ha annunciato che stava prendendo in considerazione "opzioni strategiche, inclusa una vendita". La banca aveva subito un prelievo di depositi per un valore di 6,7 miliardi di dollari fino al 20 marzo, ma da allora erano aumentati di 1,8 miliardi di dollari. Il titolo è crollato del 50,6% durante la giornata del 4 maggio a un minimo di 3,37 dollari.